# Nokia 2110
El Nokia 2110 es un teléfono móvil fabricado por la empresa de telecomunicaciones finlandesa Nokia, anunciado y lanzado por primera vez en enero de 1994. Es el primer teléfono Nokia con la famosa melodía Nokia como tono de llamada. El teléfono puede enviar y recibir mensajes SMS; y enumerar diez llamadas realizadas, diez llamadas recibidas y diez llamadas perdidas. En el momento del lanzamiento del teléfono, era más pequeño que otros de su precio y tenía una pantalla más grande, por lo que se hizo muy popular. También cuenta con una nueva interfaz de usuario «revolucionaria» que incluye dos teclas programables dinámicas, lo que más tarde conduciría al desarrollo de la tecla Navi en su sucesor, el Nokia 6110, así como a la interfaz de la Serie 20.
Una versión posterior, el Nokia 2110i, lanzada en 1996, viene con más memoria y una antena que sobresale.
Un modelo variante, el Nokia 2140 (popularmente llamado Nokia Orange), es el teléfono de lanzamiento en la red Orange. Se diferenciaba en que estaba diseñado para funcionar en frecuencia de 1800 MHz, utilizada entonces por Orange y tenía un diseño ligeramente menos voluminoso.
También estaba disponible un modelo norteamericano, el Nokia 2190. Es uno de los primeros teléfonos disponibles en Pacific Bell y la red GSM 1900 recién lanzada por Powertel en 1995. Se produjo una versión para Digital AMPS denominada Nokia 2120.
Otra variante, el Nokia C6, se introdujo en 1997 para la red analógica alemana C-Netz.